# 皮德里爾尼克
51°5′5″N 26°26′25″E / 51.08472°N 26.44028°E
皮德里爾尼克（烏克蘭語：Підгірник），是烏克蘭的村落，位於該國西北部羅夫諾州，由薩爾內區負責管轄，始建於1830年，面積0.11平方公里，海拔高度172米，2001年人口66，人口密度每平方公里616.8人。